# La Lisière (film, 2010)
Pour les articles homonymes, voir La Lisière.
Pour plus de détails, voir Fiche technique et Distribution.
La Lisière est un film franco-allemand réalisé par Géraldine Bajard, sorti en 2010.

## Synopsis
François, jeune médecin fraîchement diplômé, quitte Paris pour s’installer à Beauval, une ville nouvelle, où les pavillons flambant neufs s’alignent avec monotonie. À peine arrivé, il devient la cible d'un groupe d'adolescents, emmené par le charismatique Cédric. À la lisière de la forêt, le groupe s’adonne à des jeux dangereux, pour tromper son ennui. Jusqu’au jour où un de leurs jeux de rôles tourne mal...

## Fiche technique
- Titre : La Lisière
- Réalisation : Géraldine Bajard
- Assistant réalisateur : Jean-Luc Roze
- Scénario : Géraldine Bajard
- Photographie : Josée Deshaies
- Musique : Mrs. Good
- Son : Olivier Dandré, Kai Tebbel et Matthias Schwab
- Montage : Bettina Böhler
- Casting : Brigitte Moidon, Aurélie Guichard, Jessica Eisenkolb
- Décors : Dan Bevan
- Costumes : Helena Gonçalves
- Script-boy : Frédéric Moriette
- Cascadeur voiture : Michel Julienne
- Pays d'origine :  France /  Allemagne
- Direction de Production : Bénédicte Mellac et Jamila Wenske
- Producteurs: Tom Dercourt (Cinéma Defacto), Britta Knöller et Hans-Christian Schmid
- Société de distribution : Zootrope Films
- Lieux de tournage : Cormeilles-en-Parisis, Franconville et Génicourt
- Durée : 100 min
- Dates de sortie :     
  -  Suisse : 10 août 2010 (Locarno Film Festival)
  -  France : 27 avril 2011

## Distribution
- Melvil Poupaud : François
- Audrey Marnay : Jeanne
- Hippolyte Girardot : Sam
- Alice de Jode : Claire
- Phénix Brossard : Cédric
- Delphine Chuillot : Suzanne
- Aurélie Hougron : Aline
- Erwan Leblond : Eric
- Susanne Wuest : Julie
- Georg Friedrich : Falk
- Pauline Acquart : Hélène
- Elias Borst-Schumann : Matthieu
- Blanche Gardin : Clothilde
- Quentin Merabet : Jules
- Filip Peeters : Rasmus Van Stratten
- Charles Crespo : Tibo
- Tom Dercourt : le maire de Beauval
- Pierre Levavasseur : Arno
- Frédéric Moriette : le gendarme
- Elsa Poussier : Marie